# Misthos
En la Antigua Grecia, el misthos (en griego antiguo ´´μισθός´´, literalmente «salario, paga») era una retribución acordada en Atenas para aquellos que ejercían una función pública como ser miembro de la Boulé (misthos bouleutikos) o de la Heliea (misthos heliastikos).
Introducido para fomentar la participación en la vida pública, esta medida permitió a los ciudadanos de escasos recursos optar a cargos públicos. Esta retribución fue instituida por Pericles, probablemente entre 454 y 450 a. C. para los jurados de los tribunales populares, quienes percibían un misthos de tres óbolos. Hermann Bengtson pospone esta medida  para los jueces a los primeros años de la guerra arquidámica,
El misthos héliastikos pagado a los jueces integrantes de la Heliea, según Aristófanes podía bastar para vivir, puesto que desempeñaban su actividad 300 días al año. Según la historiadora francesa Claude Mossé, la afirmación del comediógrafo ateniense constituye una exageración.
Según Aristóteles, Pericles pretendía contrabalancear la popularidad de su rival político Cimón, cuya fortuna personal le permitía ser muy generosos con el pueblo. Originalmente, el misthos era de dos óbolos diarios, es decir, el tercio del salario medio diario. Era financiado con el tributo de los miembros de la Confederación de Delos. Esta institución fue abrogada en 411 a. C. después del régimen oligárquico de Los Cuatrocientos, debido a la muy mala situación en la que se encontraba Atenas a causa de la guerra del Peloponeso.
Se llamaba también misthos a la soldada de los thetes (remeros) y de los hoplitas atenienses, y la dieta de los bouleutas y otros magistrados.
La institución de la mistoforia seguramente fue el aspecto más importante de la obra de Pericles en materia constitucional y la mayoría de los autores antiguos criticaban esta medida del estadista ateniense.
La mistoforia se extendió a otras actividades distintas de las judiciales. Los bouletas recibían un misthos del que se ignora el montante exacto en el siglo V a. C. En el siglo IV a. C. el misthos bouletikos era de cinco óbolos. Los pritanos recibían una dracma. Posteriormente fue instituido un misthos para el resto de magistraturas, excepto tal vez para los estrategos, reclutados en la clase censitaria de los pentacosiomedimnos. Los arcontes recibían cuatro óbolos y es probable que se instituyera este misthos entre los años 459 y 450 a. C., cuando fue admitido el acceso de los zeugitas al arcontado. En cambio, no parece que los areopagitas hubieran recibido ninguna retribución, lo que esclarece el carácter casi únicamente honorífico de su función.
El establecimiento de la mistoforia fue seguramente una medida extremadamente importante, que permitió a los más pobres de los ciudadanos participar en la vida pública de la ciudad, incluso acceder a algunas magistraturas.